# Винницький Сидір
Ви́нницький Си́дір Анто́нович, або Ізидор Винницький (нім. Isidor Wynnytski; 21 січня 1839 або 1840, м-ко Нижнів — ймовірно, 1922) — український юрист, громадсько-політичний діяч Буковини кінця ХІХ ст., радник крайового суду, радник двору.

## Життєпис
Батько — греко-католицький священник о. Антін Винницький, Тлумацький декан.
Навчався у Станиславівській цісарсько-королівській та Чернівецькій гімназіях. До 1863 р. вивчав право в університеті Львова.

## Службова кар'єра
З жовтня 1863 р. — судовий кандидат, з листопада 1863 р. — аускультант при крайовому суді в м. Львів, а з 1864 р. при крайовому суді в м. Чернівці. З 1867 р. — актуарій у Мельницькому повітовому суді (Борщівський повіт); з 1868 р. — ад'юнкт при Сторожинецькому повітовому суді; з 1875 р. — повітовий суддя в Заставні. З 1882 р. — крайовий суддя, а з 1891 р. — вищий крайовий суддя при крайовому суді у Чернівцях. З 1897 р. — вищий крайовий суддя у Львові. З 1898 р. — радник Верховного суду у Відні. З 1900 р. — на пенсії. Переїхав до Чернівців близько 1908 року.

### Громадська діяльність
Був активним учасником товариства «Руська Бесіда» практично з моменту її створення (1869).
1884-го був одним з організаторів товариства «Руський (Український) Народний Дім у Чернівцях», був членом його виділу (комітету). З 1886 року заступник голови товариства — о. Сидора Воробкевича. Протягом 1887-1898 — голова товариства. Після смерті оголошений як «почесний член-основатель» товариства.
Надзвичайно тісно співпрацював з представниками польської громади Буковини, зокрема товариством «Kolo Polske» та «Gazeta Polska» (Польська Газета) й особисто Клеменсом Колаковським. Співпраця давала свої плоди, оскільки польську газету в Чернівцях почали називати «українська газета, написана польською мовою».
5 квітня 1885 року став головою ювілейного комітету (створене спільно місцевими українцями, поляками та чехами) з нагоди святкування тисячоліття слов'янських просвітителів і релігійних діячів Кирила і Методія, що тоді широко відзначалося у слов'янському світі. Основна мета святкування, на думку організаторів, полягала у відродженні слов'янських народів та утвердженні їх братерства. Святкування відбулося урочисто, зі співом, декламаціями, завершилось зображенням апостолів учасниками свята.

## Політична діяльність
Вперше брав участь у виборах 1884 році. Але українські позиції на той час ще були надзвичайно слабкі у краї, продовжувалась «румунська монополія». Незважаючи на відчутну підтримку польської громади, свої перші вибори Винницький програв.
З поразки були зроблені належні висновки. В 1888—1893 рр. — депутат Чернівецької міської ради. А з 1897 року Сидір Винницький був послом до Райхсрату від першого загального Буковинського округу (судові повіти Чернівці, Садагора, Кіцмань, Заставна, Вижниця, Путила, Вашківці-на-Черемоші, Станівці). Членство в парламенті: з 1897 р. — Слов'янська християнська національна асоціація; з 1899 р. — Вільна асоціація нерумунських буковинських депутатів.
Як парламентар працював досить активно. Зокрема, з колегами-депутатами від Галичини Окуневським та Танячкевичем відстоював надання руській мові офіційного статусу. Одну із нарад з графом Клярі стосовно цього описував у подальшому Кость Левицький:
|  | ...Відносно до програми того правительства внесли наші посли: Окуневський і Танячкевич зараз предложеннє, щоби по думці артикулу 19. закону основного управильнити в законодатній дорозі язикову справу. Їх позитивний внесок домагав ся, щоби руська мова була законом узнана урядовою мовою у всіх ц. к. урядах і судах в тих частях Галичини і Буковини, де руський нарід живе в перважаючій більшости. До сього внеску прилучився також буковинський посол Сидір Винницький. ... |